# Mädchenkolonialliteratur
Mädchenkolonialliteratur, auch Mädchenkolonialroman, ist eine Gattung der deutschsprachigen Mädchenliteratur und der Kolonialliteratur, die das Ziel hatte, Mädchen und Frauen für den Kolonialismus anzuwerben. Sie kam Anfang des 20. Jahrhunderts gegen Ende der deutschen Kolonialmacht auf und war eng verknüpft mit dem Aufkommen des imperialistischen Frauenbundes der Deutschen Kolonialgesellschaft. Typische Protagonistinnen waren weiße heranwachsende Frauen, die durch das Erlernen von Waffengewalt und Jagd sowie durch besondere Tapferkeit aus traditionellen Geschlechterrollen ausbrechen, sich am Ende aber wieder in diese Rollen einfügen, um zum Erfolg des Kolonialprojekts beizutragen. Schwarze und indigene Menschen wurden, wie in Kolonialpropaganda üblich, stark rassistisch dargestellt.

## Geschichte

### Kontext und Vorgeschichte
Reisen und Erkundung des Fremden fanden im späten 19. Jahrhundert als Themen Einzug in die deutschsprachige Mädchenliteratur. Die Germanistin Silke Kirch nennt Brigitte Augustis Romanserie Am fremden Herd, veröffentlicht zwischen 1886 und 1894, als Vorreiter der Reiseromane für Mädchen. Mädchenromane über Reisen etwa in andere europäische Länder oder in die Vereinigten Staaten waren erfolgreich und wurden mehrmals neu aufgelegt.
Die Mädchenkolonialliteratur kam im Deutschen Kaiserreich im Zuge des deutschen Kolonialismus auf. Propaganda für den Kolonialismus war staatlich gewünscht und Jugendliteratur mit kolonialen Kontexten sowie zur Rechtfertigung der deutschen Kolonialbestrebungen wie Gustav Frenssens Peter Moors Fahrt nach Südwest (1904) war populär. Während Kolonialliteratur für Jungen schon in den 1880er Jahren aufkam, erschien Kolonialliteratur für Mädchen erst relativ spät, nach dem Völkermord an den Herero und Nama (bis 1908), als Rassentrennung in den Kolonien strikter wurde. Die Deutsche Kolonialgesellschaft wie auch der ihr zugehörige Frauenbund der Deutschen Kolonialgesellschaft motivierten im Zuge der so genannten „Mischehendebatte“ aus Angst vor Mischehen zwischen weißen deutschen Männern und Schwarzen Frauen junge, ledige weiße deutsche Frauen dazu, in die Kolonien auszuwandern, vor allem nach Deutsch-Südwestafrika. Ab seinem Bestehen im Jahr 1907 gab der Frauenbund der Deutschen Kolonialgesellschaft etwa eine Zeitschrift heraus, um deutsche Frauen für die Kolonien anzuwerben.
Während manche Frauenrechtlerinnen im Deutschen Reich die Gewalt in den Kolonien kritisierten, waren Teile der bürgerlichen Frauenbewegung dem Kolonialprojekt verbunden. Manche Frauenrechtlerinnen wie Minna Cauer, die dem so genannten „radikalen“ Flügel der bürgerlichen Frauenbewegung angehörte, forderten die Gleichstellung von weißen Frauen und weißen Männern in den Kolonien und hofften auf eine Rückwirkung hin zu mehr Frauenrechten im Deutschen Reich.

### Entstehung und Entwicklung
Zu den wichtigsten Autorinnen der Mädchenkolonialliteratur bis in die 1920er Jahre zählen Käthe van Beeker, Henny Koch, Elise Bake, Valerie Hodann sowie Clara Brockmann, die im Gegensatz zu den anderen Autorinnen selbst Siedlerin in Deutsch-Südwestafrika war. Viele Autorinnen waren Mitglieder im Frauenbund der Deutschen Kolonialgesellschaft oder standen diesem zumindest nahe. Romane spielten hier vor allem in Deutsch-Südwestafrika vor dem Hintergrund von Krieg und Konflikt mit den indigenen Völkern der Herero und Nama.
In der Zeit des Nationalsozialismus von 1933 bis 1945 wurden viele Werke der Mädchenkolonialliteratur im Zuge der nationalsozialistischen Kolonialpropaganda neu aufgelegt und neue Werke verfasst, die die Narrative und Themen der Mädchenkolonialliteratur in neue Kontexte setzten. In den nationalsozialistischen Mädchenkolonialromanen kämpften die Protagonistinnen nicht mehr gegen Indigene, sondern leisteten beispielsweise passiven Widerstand gegen die neue britische Kolonialmacht im ehemaligen Deutsch-Ostafrika zum Erhalt des „Deutschtums“. Else Steup schrieb mehrere Bücher mit dem Mädchen Wiete als Hauptfigur, die die Koloniale Frauenschule Rendsburg besucht und anschließend in den ehemaligen Kolonien lebt, z. B. Wiete will nach Afrika (1936) und Wiete erlebt Afrika (1938). Minni Grosch veröffentlichte 1934 den Roman Grenzlandjugend, der die rassistische Kampagne der „Schwarzen Schmach am Rhein“ mit typischen Stilmitteln der Mädchenkolonialliteratur verarbeitete, obwohl er im Rheinland spielt und nicht in den ehemaligen deutschen Kolonien.

## Charakterisierung
Der Literaturwissenschaftler Joseph Kebe-Nguema beschreibt die Gattung in der deutschsprachigen Literatur als eine Vermischung von Backfischroman und Kolonialliteratur. Werke der Mädchenkolonialliteratur wollten Mädchen und Frauen für den Kolonialismus anwerben. Hauptfiguren sind weiße heranwachsende Frauen, die meist aus familiären Gründen in den Kolonien sind.

### Bruch mit Rollenbildern
Traditionelle Rollenbilder für Mädchen werden in der Mädchenkolonialliteratur oft gebrochen. Silke Kirch analysiert, die Mädchenkolonialliteratur habe sich thematisch auf emanzipatorische Forderungen der Frauenbewegung bezogen und sich damit explizit von anderen Strömungen der Backfischliteratur abgegrenzt.
Kebe-Nguema spricht von einer „Genderhybridität“. In Die Vollrads in Südwest: Eine Erzählung für junge Mädchen (1916) von Henny Koch erhält die weibliche Hauptfigur einen männlichen Spitznamen, weil der Vater sich bei ihrer Geburt einen Sohn gewünscht habe. Ungewöhnlich für die Darstellung von Frauen in anderer Kolonialliteratur, lernen die Protagonistinnen in der Mädchenkolonialliteratur oft, mit Waffen umzugehen. Käthe van Beeker beschreibt in Heddas Lehrzeit in Südwest: Erzählung für Mädchen (1909), wie die Protagonistin in Deutsch-Südwestafrika das Jagen und Waffentragen erlernt. Die Hauptfigur von Elise Bakes Schwere Zeiten: Schicksale eines deutschen Mädchens in Südwestafrika (1913) hat die Aufgabe, ihre Familie bei Abwesenheit von männlichen Familienmitgliedern zu verteidigen, und erschießt während des Völkermords an den Herero einen Herero. Sie wird deshalb von ihrem Onkel als „tapferer, kleiner Kerl“ bezeichnet.
Protagonistinnen werden als tapfer dargestellt. Sie müssten sich nicht nur gegen die Gefahr von indigenen Männern in den Kolonien wehren, sondern sich das Schießen selbst beibringen, um mit den deutschen Männern mithalten zu können.

### Darstellung von indigenen Menschen

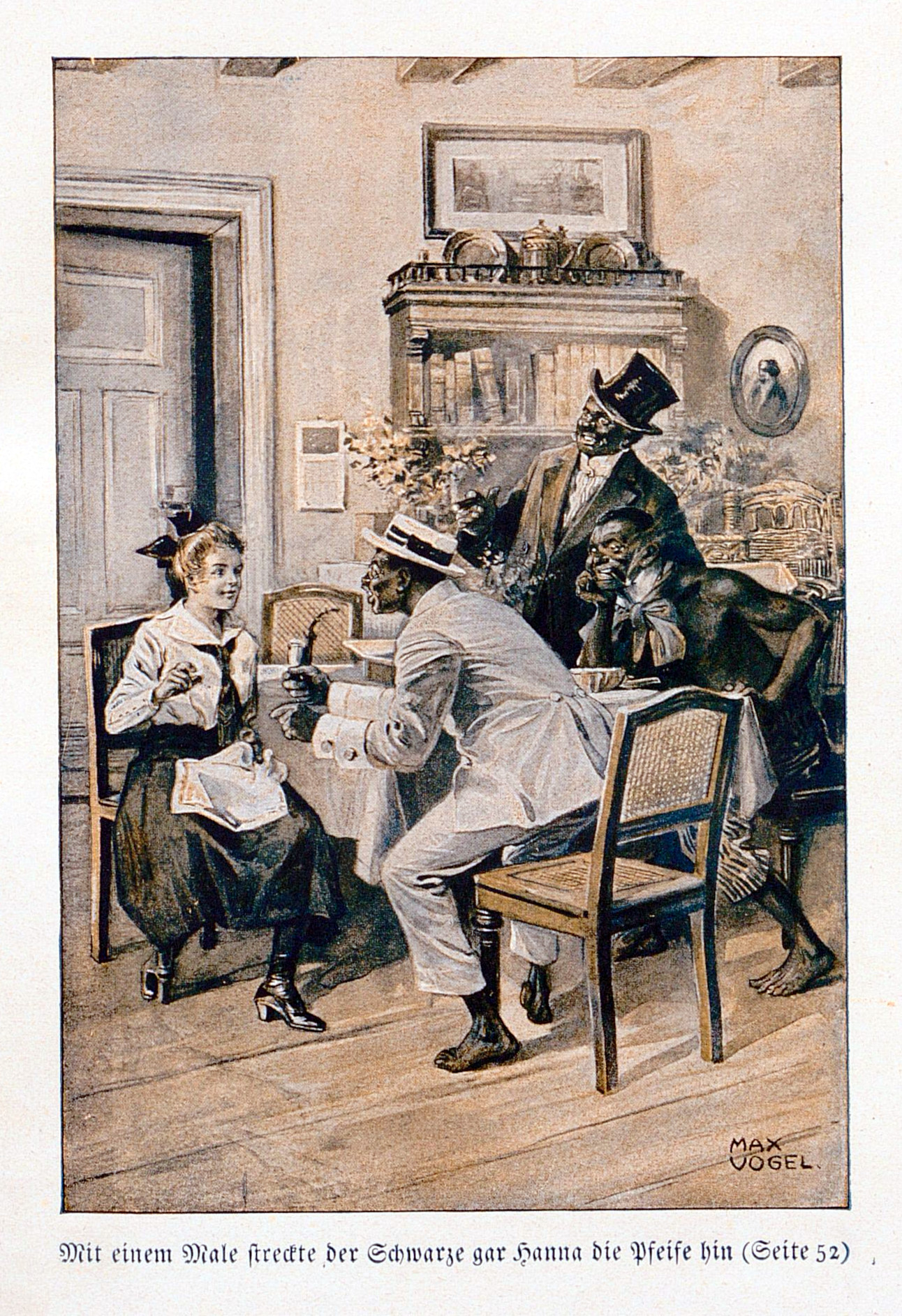
Rassistische Darstellung von Schwarzen Männern in einer Illustration von Max Vogel für Henny Kochs Roman Die Vollrads in Südwest

Indigene Menschen werden als kindlich, faul und gewalttätig dargestellt, um die kolonialen Machtstrukturen zu rechtfertigen, und sollten von der Zivilisierungsarbeit weißer Siedler profitieren. Clara Brockmann, die selbst Siedlerin in Deutsch-Südwestafrika war, etwa schreibt, Schwarze Menschen „brauchen Strenge und verlangen Autorität“ und die Herero seien ein „schmutziges zerlumptes Volk“. Henny Koch rechtfertigt in ihren Büchern Gewalt an und Ausrottung von indigenen Menschen. Weiße Frauen arbeiten etwa bei Käthe van Beeker Missionaren zu und erfüllen somit eine Bindefunktion zwischen Indigenen und männlichen Kolonialherren. Schwarze und indigene Menschen werden teilweise auch entmenschlicht und als Tiere oder Bestien geschildert.
Schwarze Frauen werden als besonders unterdrückt durch Schwarze Männer dargestellt und hätten im Gegensatz zu den emanzipierten weißen Protagonistinnen keine Frauenbewegung. Kebe-Nguema schreibt: „Dies ignoriert die Tatsache, dass seit jeher verschiedene Nationen in Südwestafrika lebten, die sich nicht nur äußerlich und sprachlich voneinander unterschieden, sondern auch kulturell. Die Nation der Ovambo ist z. B. matriarchal organisiert.“ Zusammenhalt zwischen Frauen unabhängig von Rassifizierung findet nicht statt; Solidarität wird vor allem national und „rassisch“ gedacht. Clara Brockmann bezeichnet in ihrem Buch Briefe eines deutschen Mädchens aus Südwest Schwarze Frauen durchgehend als „Weiber“, während weiße Frauen als „Frauen“ bezeichnet werden.
Liebesbeziehungen, wenn sie thematisiert werden, finden nur zwischen Menschen mit gleicher Rassifizierung statt.

### Einfügung in Rollenbilder
Protagonistinnen scheitern in der Mädchenkolonialliteratur oft an der Verteidigung der Familie mit Waffen oder brechen, etwa bei Henny Koch, in Tränen aus, sobald sie erfolgreich waren. Andere weibliche Figuren wie Schwestern oder Freundinnen der Protagonistinnen fügen sich von Beginn den an sie erwarteten Geschlechterrollen.
Nach Ende des Konflikts im Roman fügen sich die weiblichen Hauptfiguren oft herkömmlichen Rollenbildern und heiraten, wie in der Backfischliteratur üblich. Die Protagonistin von Henny Kochs Die Vollrads in Südwest etwa heiratet am Ende einen adligen Offizier der Schutztruppe. Die Einfügung der Figuren in traditionelle Muster als Hausfrauen stellt dabei auch eine wichtige politische Identität dar, da Frauen in den Kolonien zum Erfolg der deutschen Nation beitrügen.
Sexualität ist üblicherweise ein Tabuthema in der Mädchenkolonialliteratur. Die Jungfräulichkeit der weißen Protagonistinnen solle, so Kebe-Nguema, widerspiegeln, dass sie im Gegensatz zu schmutzigen schwarzen Menschen auch charakterlich rein seien.